# …And Then There Were Three…
…And Then There Were Three… – album studyjny zespołu Genesis wydany w 1978 roku.
Tytuł albumu (…i zostało ich trzech) nawiązywał to sytuacji w zespole, w którym po odejściu gitarzysty Steve'a Hacketta pozostała już tylko trójka muzyków. Płytę cechował wielki zwrot w stronę soft rocka. Choć utwory takie jak Burning Rope, Deep In The Motherlode czy The Lady Lies w pewnym stopniu przypominały materiał zawarty na dwóch poprzednich, jeszcze progresywnych albumach grupy, większość piosenek pozbawiona była charakterystycznych dla wczesnego Genesis rozbudowanych segmentów instrumentalnych, nagłych zwrotów tempa i fantazyjnego charakteru tekstów. Z tego powodu grupa straciła część bardziej tradycyjnie nastawionych fanów rocka progresywnego, zyskała jednak nową publiczność, głównie za sprawą singla Follow You, Follow Me, który dotarł do 7. pozycji na brytyjskiej liście przebojów, stając się pierwszym wielkim hitem zespołu i otwierając nowy, komercyjny rozdział jego kariery.

## Utwory
| 1.  | "Down And Out" (Banks, Collins, Rutherford)          | 5:25  |
|     |                                                      |       |
| 2.  | "Undertow" (Banks)                                   | 4:47  |
|     |                                                      |       |
| 3.  | "Ballad Of Big" (Banks, Collins, Rutherford)         | 4:47  |
|     |                                                      |       |
| 4.  | "Snowbound" (Rutherford)                             | 4:30  |
|     |                                                      |       |
| 5.  | "Burning Rope" (Banks)                               | 7:07  |
|     |                                                      |       |
| 6.  | "Deep In The Motherlode" (Rutherford)                | 5:14  |
|     |                                                      |       |
| 7.  | "Many Too Many" (Banks)                              | 3:30  |
|     |                                                      |       |
| 8.  | "Scenes From A Night's Dream" (Banks, Collins)       | 3:30  |
|     |                                                      |       |
| 9.  | "Say It's Alright Joe" (Rutherford)                  | 4:18  |
|     |                                                      |       |
| 10. | "The Lady Lies" (Banks)                              | 6:05  |
|     |                                                      |       |
| 11. | "Follow You, Follow Me" (Banks, Collins, Rutherford) | 3:59  |
|     |                                                      |       |
|     |                                                      | 53:12 |
|     |                                                      |       |

## Twórcy
- Tony Banks – instrumenty klawiszowe
- Phil Collins – śpiew, perkusja, instrumenty perkusyjne
- Mike Rutherford – gitara basowa, gitara